# 耶爾冰川
71°53′S 24°55′E / 71.883°S 24.917°E
耶爾冰川（挪威語：Gjelbreen）是南極洲的冰川，位於東部南極洲的毛德皇后地，處於南龍達訥山脈地區，全長31公里，該冰川由挪威的製圖師繪入地圖。